# Salto horizontal
El salto horizontal es una prueba de atletismo realizada típicamente en clase de educación física para controlar la fuerza de las extremidades inferiores. Se suele hacer con los pies juntos, y, tomando impulso para poder saltar más distancia. Se coloca una lámina para saber lo que ha saltado.

## Objetivo
Medir la fuerza explosiva del tren inferior.

## Material
Cinta métrica.

## Ejecución
Tras la línea, con los pies a la misma altura y ligeramente separados, flexionar las piernas y saltar hacia delante con la mayor potencia posible. El salto no es válido si se rebasa la línea con los pies antes de despegar del suelo.

## Anotación
Los metros y centímetros desde la línea de salto hasta la marca de caída del último apoyo del cuerpo. Se anota el mejor de los dos intentos realizados.